# Maomé ibne Ixaque ibne Ibraim
Maomé ibne Ixaque ibne Ibraim (em árabe: محمد بن إسحاق بن إبراهيم‎; romaniz.: Muhammad ibn Ishaq ibn Ibrahim; m. junho de 851) foi um governador taírida de Bagdá para o Califado Abássida de 850 até sua morte.

## Vida

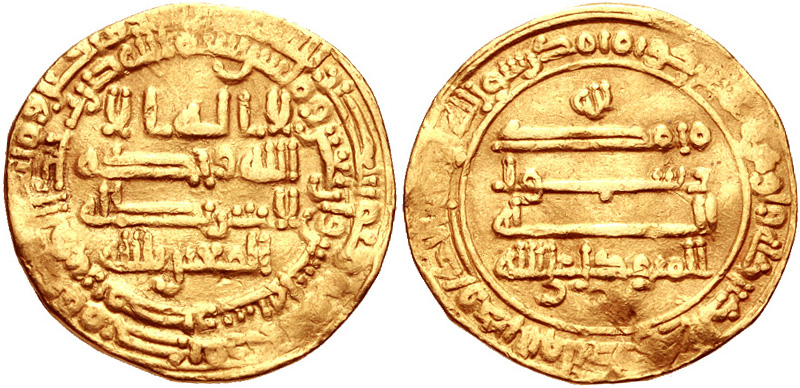
Dinar de ouro de Mutavaquil r.

Maomé foi filho de Ixaque ibne Ibraim Almuçabi, membro dum ramo colateral da família taírida e chefe de segurança (saíbe da xurta) em Bagdá de 822 a 850. Durante a vida de seu pai, Maomé foi enviado para frequentar a corte califal em Samarra, onde entrou em serviço do governo central e atuou como representante de Ixaque. Com a morte de Ixaque em julho de 850, Maomé sucedeu-o como chefe de segurança em Bagdá. Ao mesmo tempo, por entregar os bens valiosos dos armazéns de Ixaque para o califa Mutavaquil e seus herdeiros Almontacir e Almutaz, assegurou o favor deles e recebeu o controle sobre Iamama, Barém, Egito e a Estrada de Meca.
Também recebeu Pérsis, mas esta nomeação forçou-o a lidar com o governador daquela província, seu tio Maomé ibne Ibraim Almuçabi, que adotou uma política hostil contra ele. Em resposta, Maomé depôs seu tio do governo e procurou assassiná-lo, nomeando seu primo Huceine ibne Ismail Almuçabi para governar Pérsis. Maomé morreu em junho de 851, depois do que suas posições em Bagdá e no Sauade foram concedidas a seu irmão Abedalá ibne Ixaque ibne Ibraim.